# Jan Baumann

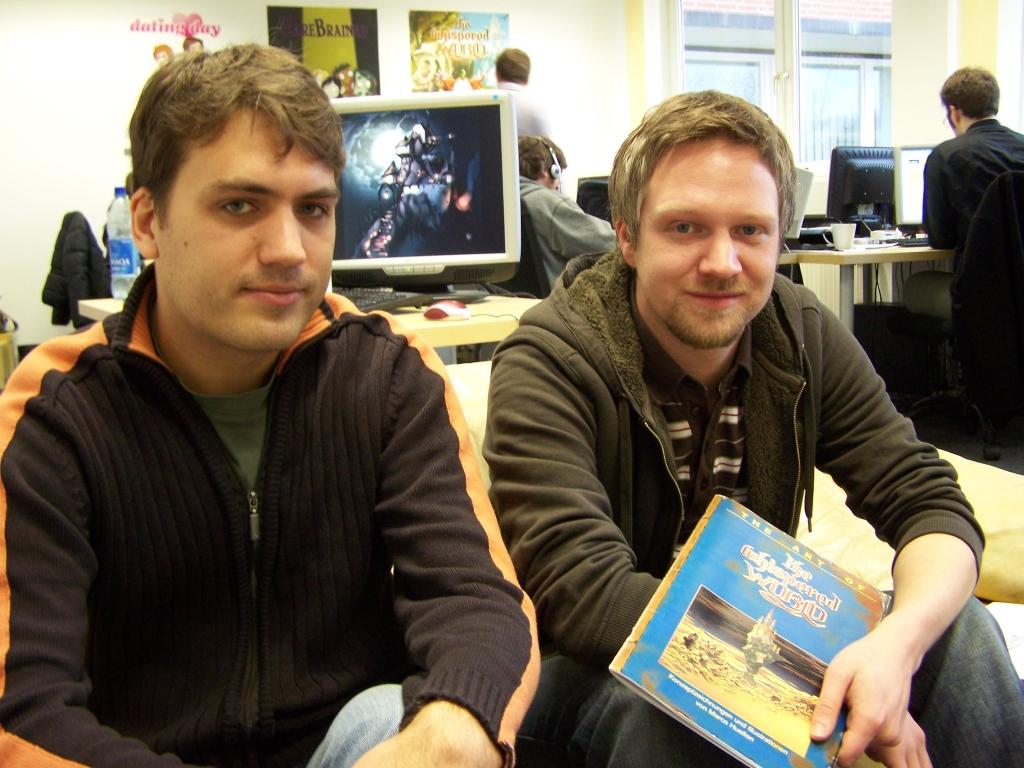
Jan Baumann (links) mit Marco Hüllen (2007)

Jan „Poki“ Baumann (geb. Müller-Michaelis; * 6. September 1977 in Hamburg) ist ein deutscher Musiker und Spieledesigner. Er war Mitbegründer des deutschen Entwicklerstudios und Publishers Daedalic Entertainment.

## Karriere
Jan Baumann studierte Medientechnik an der HAW Hamburg. Zu seiner Diplomarbeit mit dem Thema „Das Computerspiel als nichtlineare Erzählform“ zählte auch die Produktion des Grafik-Adventures Edna bricht aus. Baumann entwickelte das Spiel fast im Alleingang und übernahm viele Tätigkeiten (Autor, Illustrator, Animator, Programmierer, Skripter) selbst.
2007 gründete er mit Carsten Fichtelmann die Firma Daedalic Entertainment, über die er auch Edna bricht aus veröffentlichte. Als Creative Director leitete Baumann im hauseigenen Entwicklerstudio seither die Produktion von Adventure-Titeln wie A New Beginning und Deponia. Mit Titeln wie Edna bricht aus, The Whispered World und A New Beginning gewann das Unternehmen mehrfach den Deutschen Entwicklerpreis, den Lara-Award, den Red Dot Design Award, den Kindermedienpreis Der weiße Elefant (2011) sowie den Deutschen Computerspielpreis der Bundesregierung.
2013 und 2015 trat Baumann mit Gunnar Bergmann und Anne Baumann als Musik-Trio „Poki & Band“ mit selbstgeschriebenen Liedern im Rahmen der Spielemesse Gamescom auf. 2016 absolvierte das Trio eine kleine Deutschland-Tournee. Ebenfalls 2016 benannte sich das Trio in Baumann Bergmann Pokinsson um und veröffentlichte sein erstes Album Seltsame Vorkommnisse bei der Jahreshauptversammlung der Südpolfreunde. Das zweite Album Schnupperstunde Kosmos – jetzt! folgte 2018.
2020 verließ Baumann Daedalic Entertainment und konzentriert sich seither auf seine Arbeit als Musiker. Sein Band-Projekt Baumann Bergmann Pokinsson veröffentlichte im Oktober 2022 sein drittes Studioalbum Änderungen vorbehalten (Arbeitstitel).

## Ludografie (Auszug)
- Edna bricht aus (2008)
- 1 1/2 Ritter – Auf der Suche nach der hinreißenden Herzelinde (2008)
- The Whispered World (2009)
- A New Beginning (2010)
- Harveys neue Augen (2011)
- Deponia (2012)
- Chaos auf Deponia (2012)
- Goodbye Deponia (2013)
- Deponia Doomsday (2016)
- Dünnes Eis (2024)

## Diskografie
- 2001: Reise zum Mittelpunkt des Irrtums (als Poki)[3]
- 2016: Seltsame Vorkommnisse auf der Jahreshauptversammlung der Südpolfreunde (mit Baumann Bergmann Pokinsson)
- 2018: Schnupperstunde „Kosmos – Jetzt!“ (mit Baumann Bergmann Pokinsson)
- 2022: Änderungen vorbehalten (Arbeitstitel) (mit Baumann Bergmann Pokinsson)